# Partido Comunista (Suécia)

Símbolo utilizado até 2018

O Partido Comunista (em sueco: Kommunistiska Partiet, K) é um partido político marxista-leninista na Suécia, fundado em 1970 por Frank Baude. Entre 1970 e 1977 o partido era chamado de Liga Comunista Marxista-Leninista (Revolucionários) (em sueco: Kommunistiska Förbundet Marxist-Leninisterna (revolutionärerna) , KFML(r) ), de 1977 a 2004 Partido Comunista Marxista-Leninista (Revolucionários) (em sueco: Kommunistiska Partiet Marxist-Leninisterna (revolutionärerna) , KPML(r) ), em janeiro de 2005 no XIV Congresso do Partido realizado em Gotemburgo decidiu-se mudar o nome para o atual.
O partido publica o jornal Proletären.
A sua organização juvenil tem o nome de Revolutionär Kommunistisk Ungdom (Juventude Comunista Revolucionária).
Nas eleições parlamentares de 1973 o partido recebeu 8014 votos (0.16%), não tendo ganhado nenhum assento no parlamento.